# Photinastoma taeniatum
Photinastoma taeniatum is een slakkensoort uit de familie van de Calliostomatidae. De wetenschappelijke naam van de soort is voor het eerst geldig gepubliceerd in 1825 door Sowerby I.